# بوب أمان
بوب أمان (بالإنجليزية: Bob Ammann) هو لاعب كرة قدم ومدرب كرة قدم أمريكي، ولد في 27 مايو 1965. لعب مع برايتون أند هوف ألبيون ونادي نوشاتل زاماكس.